# Sergiu Celibidache

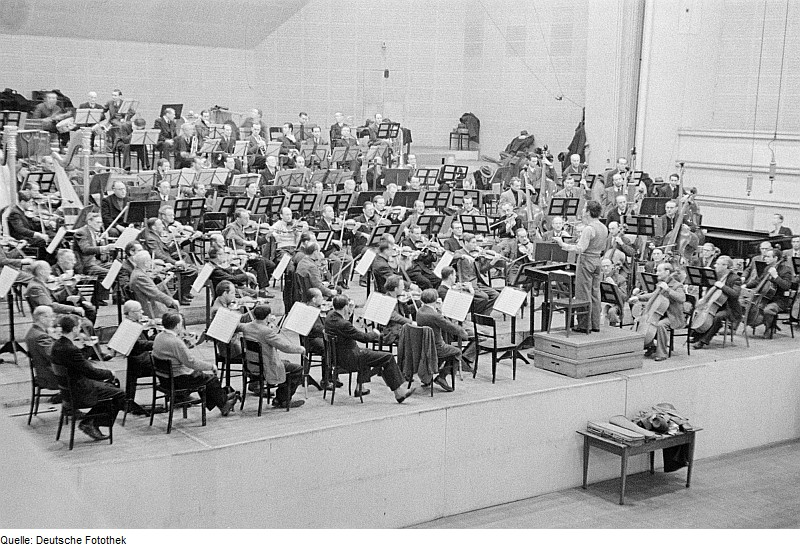
Al frente de la Orquesta Filarmónica de Berlín en 1946

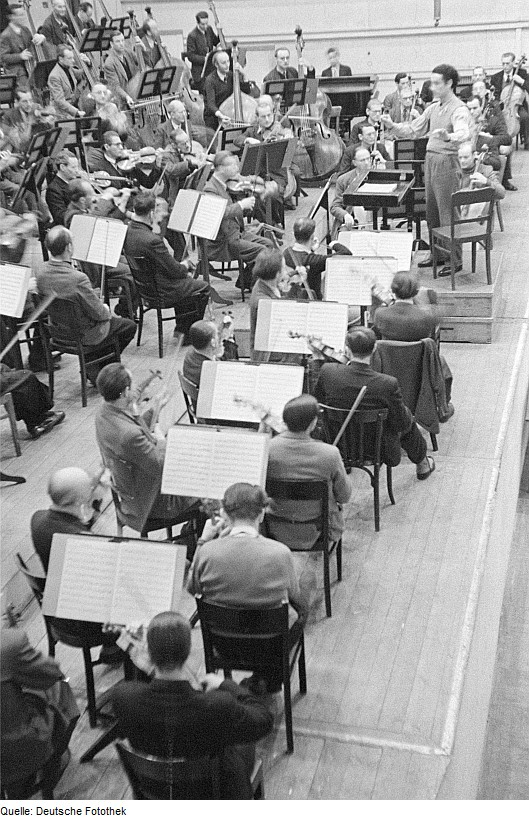
Al frente de la Orquesta Filarmónica de Berlín en 1946

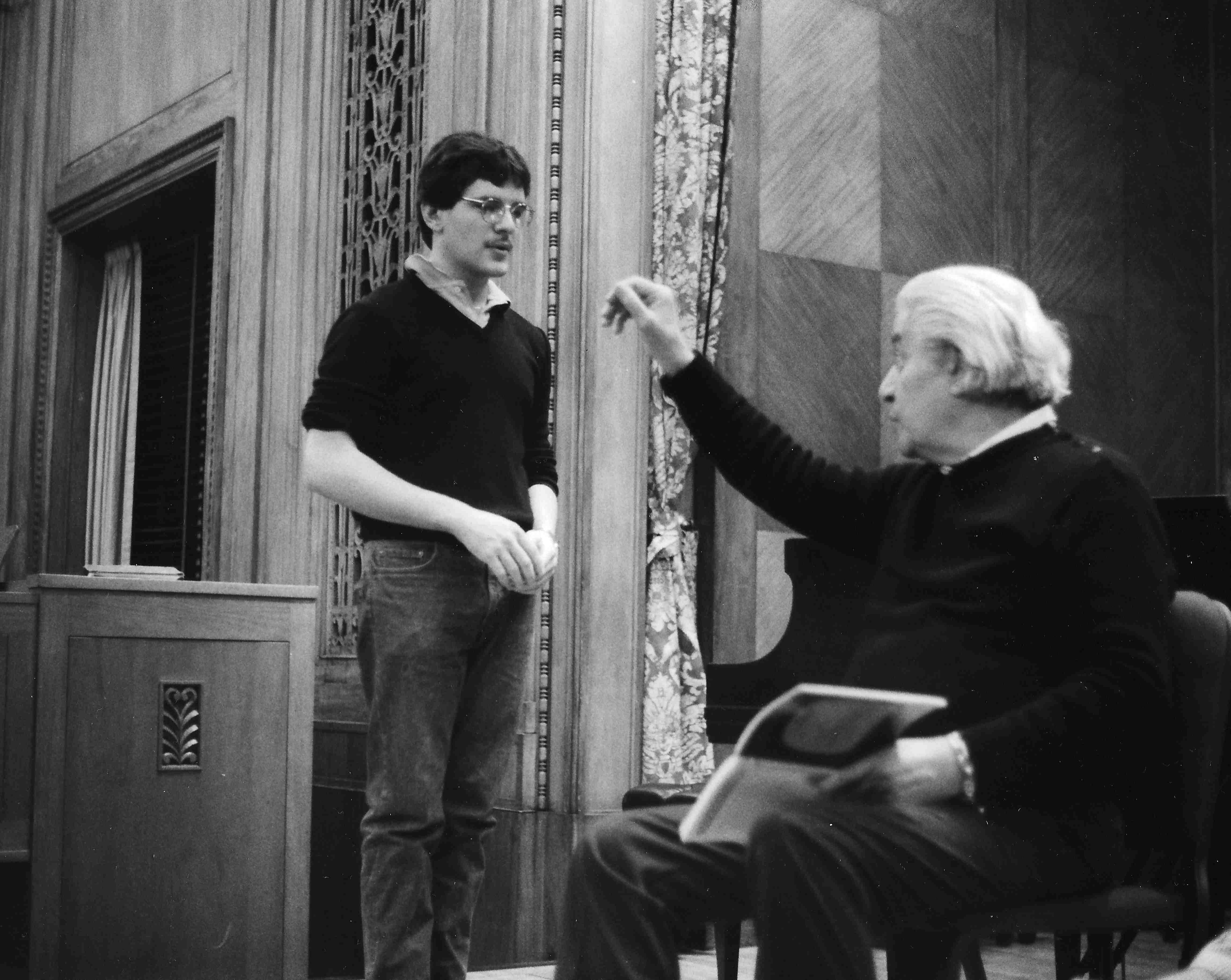
Sergiu Celibidache

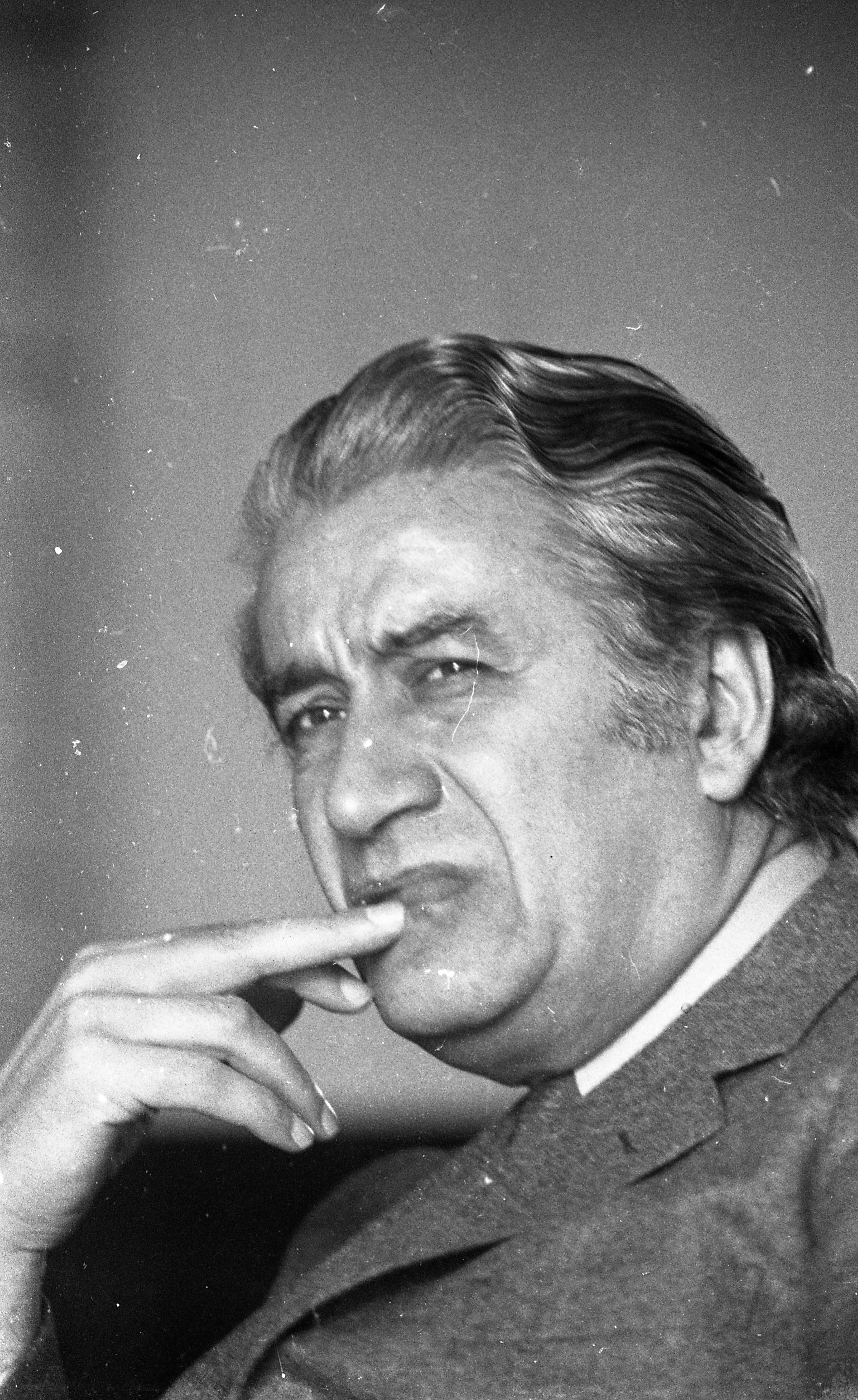
Celibidache durante su gira en Israel 1969

Sergiu Celibidache (Roman, Rumanía, 28 de junio de 1912 - La Neuville-sur-Essonne, Francia, 13 de agosto de 1996) fue un director de orquesta rumano que desarrolló su carrera artística principalmente en Alemania, donde fue condecorado con la Orden del Mérito de la República Federal de Alemania, la Orden al Mérito de Baviera, además del Premio Musical Léonie Sonning danés. Era ciudadano honorario de Múnich. Sus interpretaciones del repertorio francés, alemán y especialmente de Anton Bruckner son muy apreciadas.

## Biografía
Sergiu Celibidache nació en Roman, Rumania, y comenzó sus estudios musicales con el piano. Después estudió música, filosofía y matemáticas en Bucarest, Rumania, y luego en París. Una de las más importantes influencias en su vida fue Martin Steinke, un conocedor del budismo zen, que afectó profundamente el punto de vista de Celibidache por el resto de su vida.
Estudió en Berlín y, entre 1945 y 1952, fue director principal de la Orquesta Filarmónica de Berlín. Posteriormente trabajó con orquestas radiales de Estocolmo, Stuttgart y París. Desde 1979 hasta su muerte fue director musical de la Orquesta Filarmónica de Múnich.
Enseñó regularmente en la Universidad de Maguncia de Alemania y en 1984 enseñó en el Instituto Curtis de Filadelfia (Pensilvania, EE. UU.). y en la Accademia Musicale Chigiana. La docencia tuvo un especial énfasis durante toda su vida y sus cursos eran frecuentemente gratuitos para los oyentes.
Desde 1950 se negó a publicar grabación alguna de sus interpretaciones, alegando que ninguna grabación es capaz de captar todos los matices sonoros que se perciben en directo en una sala de conciertos, aunque, pese a todo, fue bastante condescendiente con la circulación de algunas grabaciones pirata de sus interpretaciones en directo. No obstante, tras su muerte, su familia decidió publicar algunas de sus grabaciones.
En 1965, Celibidache desposó a Ioana Procopie Dimitrescu, madre de su único hijo Sergiu Ioan Celibidache ("Serge"), nacido en 1968, autor del documental El jardín de Celibidache (2010). .
Sergiu Celibidache murió en La Neuville-sur-Essonne, cerca de París, en 1996.

## Estilo de dirección
Especialista en interpretar composiciones del romanticismo, Celibidache adquirió gran notoriedad entre los melómanos por su peculiar e inconfundible estilo, más cercano a la libertad interpretativa de Wilhelm Furtwängler que a la firmeza y fidelidad a la partitura de Arturo Toscanini, Hermann Scherchen o René Leibowitz. Su estilo, por así decirlo, se puede resumir en dos palabras claves: eficacia de gesto y elegancia, con una técnica propia que podría ser considerada como la madre de la dirección orquestal del siglo XX.
Su repertorio se centra, principalmente, en el romanticismo, con especial predilección por los grandes sinfonistas, como Beethoven, Bruckner o Chaikovski. Su estilo se caracteriza por una gran espontaneidad, apoyada en extravagantes métodos de ensayo, por una total libertad al escoger los tempi que, a menudo, son mucho más lentos que las indicaciones metronómicas de la partitura, y, además, por una enorme sutileza en los matices tímbricos, lo que acentúa el carácter dramático de la música.

## Filosofía

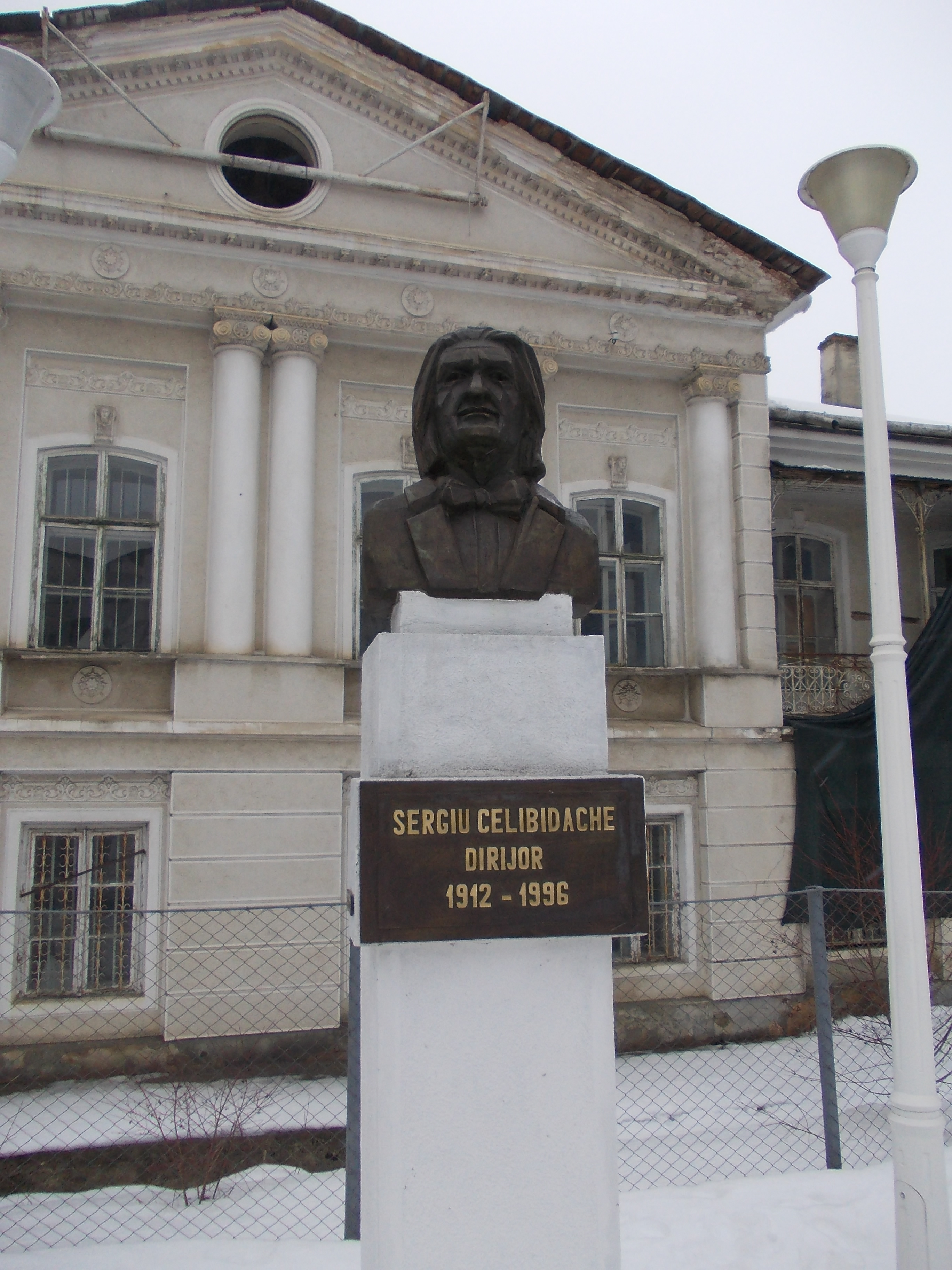
Estatua de S. Celibidache frente a su casa natal en Roman

El acercamiento al modo de hacer música según Celibidache a menudo es descrito en término de lo que no debe hacerse en lugar de lo que se hizo. Por ejemplo, se ha hablado mucho del «rechazo» de Celibidache a hacer grabaciones. Sin embargo casi todas sus actividades concertantes fueron grabadas, y muchas fueron comercializadas públicamente en forma póstuma por sellos importantes como EMI y Deutsche Grammophon. Aun así, prestó poca atención al proceso de estas grabaciones, a las que consideraba como meros subproductos de sus presentaciones.
El interés de Celibidache radicaba en crear, en cada concierto, las condiciones óptimas para lo que él llamó una «experiencia trascendental». Creía que dicha experiencia era difícilmente comparable a la audición de la música grabada, razón por la cual la evitaba. Como resultado, algunos de sus conciertos dieron al público experiencias excepcionales; tal es el caso de su concierto en el Carnegie Hall, en 1984, considerado por el crítico del New York Times John Rockwell como el mejor en sus veinticinco años de asistencia a conciertos.
Desde su muerte, las grabaciones que existen son ahora la mayor fuente de acceso a su arte y a sus ideas. Estas grabaciones son a menudo consideradas documentos históricos, y suelen ser comparadas con otras grabaciones del mismo repertorio pero interpretadas por otros directores.
Una característica frecuentemente mencionada de muchas de sus grabaciones es, por ejemplo, un tempo más lento de lo considerado normal, mientras que, en los pasajes rápidos, sus tempos a menudo exceden la norma. Sin embargo, desde el propio punto de vista de Celibidache, la crítica al tempo de la grabación es irrelevante, pues no puede hacerse una crítica de la ejecución sino de una transcripción de aquella, que no reconoce el ambiente del momento, que para él era el factor clave en cualquier presentación musical. Tal como Celibidache explicó, el espacio acústico en el que uno oye el concierto afecta directamente la probabilidad de que pueda surgir la experiencia trascendental deseada. El espacio acústico desde el que uno oye la grabación de sus interpretaciones, por otro lado, no tiene impacto sobre la interpretación, del mismo modo que es imposible por las características acústicas de aquel espacio el motivar a los músicos para que toquen, por ejemplo, más lento o rápido. Por ello, sus versiones grabadas difieren de la mayoría de otras versiones.
Ediciones notables han sido sus interpretaciones en Múnich de Beethoven, Brahms, Bruckner, Schumann, Bach, Fauré, Prokófiev y una serie de conciertos en vivo con la Orquesta Sinfónica de Londres.[cita requerida]

## Controversias
La carrera de Celibidache no estuvo desligada de la controversia. Bajo su dirección, la Filarmónica de Múnich estuvo involucrada en una larga batalla legal para despedir a la trombonista principal, Abbie Conant, que duró doce años y que finalizó con el triunfo de Conant. Conant alegó sexismo en un artículo en internet publicado por su esposo, William Osbourne. La controversia se discute en el libro de Malcolm Gladwell Blink.

## Discografía selecta
- 1951 – Mozart: Sinfonía n.º 25 K.183 (Decca LXT 2558).
- 1951 – Chaikovski: Sinfonía n.º 5. LPO (Decca LXT 2545).
- 1969 – Chaikovski: Sinfonía n.º 5. LPO (Decca Eclipse ECM 833).
- 1985 – Beethoven: Concierto para violín (Electrecord).
- 1988 – Mendelssohn: Sinfonía n.º 4 "Italiana"; Dvořák: Sinfonía n.º 9 "Del Nuevo Mundo" (Frequenz).
- n.d. – Beethoven: Concierto para piano n.º 5 "Emperador" (Electrecord).
- 1990 – Chaikovski: Sinfonía n.º 5; Suite El cascanueces (London).
- 1991 – Mozart: Réquiem; Vivaldi: Stabat Mater (Arkadia).
- 1991 – Chaikovski: Sinfonía n.º 6 “Pathetique”; Romeo y Julieta (Arkadia).
- 1994 – Bruckner: Sinfonía n.º 7 (Andrómeda).
- 1994 – Brahms: Sinfonías n.º 3 & n.º 4 (Fonit-Cetra Italia).
- 1994 – Brahms: Sinfonía n.º 2; Variaciones sobre un tema de Haydn (Fonit-Cetra Italia).
- 1994 – Mozart: Gran misa en do menor K. 427 (Cetra).
- 1995 – Beethoven: Sinfonías n.º 2 & n.º 4 (Nas).
- 1997 – Bartók: Concierto para orquesta (EMI).
- 1997 – Beethoven: Sinfonías n.º 4 & n.º 5 (EMI).
- 1997 – Debussy: La mer; Ibéria (EMI).
- 1997 – Haydn: Sinfonías n.º 103 & n.º 104 (EMI).
- 1997 – Mozart: Sinfonía n.º 40; Haydn: Sinfonía Oxford (EMI).
- 1997 – Ravel: Ma mère l’oye; Bolero; Le tombeau de Couperin; Alborada del gracioso (Fonit-Cetra Italia).
- 1997 – Celibidache Conducts Beethoven & Brahms (Tahra).
- 1997 – Schubert: Sinfonía n.º 9 (EMI).
- 1997 – Schumann: Sinfonías n.º 3 & n.º 4 (EMI).
- 1997 – Chaikovski: Romeo y Julieta Fantasy–Overture; Mussorgsky: Cuadros de una exposición (EMI).
- 1997 – Chaikovski: Sinfonía n.º 5 (EMI).
- 1997 – Chaikovski: Sinfonía n.º 6 (EMI).
- 1997 – The Young Celibidache, Vol. II (Tahra).
- 1997 – Wagner: Orchestral Music (EMI).
- 1998 – Bruckner 3 (EMI).
- 1998 – Bruckner 4 (EMI).
- 1998 – Bruckner 6 (EMI Classics).
- 1998 – Bruckner 7; Te Deum (EMI).
- 1998 – Bruckner 8 (EMI Classics).
- 1998 – Bruckner 9 in Concert and Rehearsal (EMI Classics).
- 1998 – Bruckner: Misa en fa menor (EMI).
- 1998 – Bruckner: Sinfonías n.º 3-9; Misa en fa menor; Te Deum (EMI Classics).
- 1998 – Shostakóvich: Sinfonía n.º 7 "Leningrado" (Magic Talent).
- 1999 – Sergei Celibidache (Box). (No Noise).
- 1999 – Beethoven: Sinfonías n.º 2 & n.º 4 (EMI).
- 1999 – Beethoven: Sinfonía n.º 3 (EMI).
- 1999 – Beethoven: Sinfonía n.º 6; Leonore (EMI).
- 1999 – Brahms: Sinfonías n.º 2, 3 & 4 (EMI).
- 1999 – Brahms: Sinfonía n.º 1; Un réquiem alemán (EMI).
- 1999 – Celibidache Conducts Beethoven 7 & 8 (EMI).
- 1999 – Chaikovski: Sinfonía n.º 2 "Pequeña Rusia"; Dvořák: Concierto para violonchelo (Urania).
- 1999 – Brahms: Un réquiem alemán (Audiophile Classics).
- 1999 – Mussorgsky: Cuadros de una exposición; Stravinsky: Suite El beso del hada (DG).
- 1999 – Prokófiev: Suite escita; Sinfonía n.º 5 (DG).
- 1999 – Rimski-Kórsakov: Sheherezade; Stravinsky: Suite El pájaro de fuego (Versión 1923). (DG).
- 1999 – Schumann: Sinfonía n.º 2; Brahms: Variaciones sobre un tema de Haydn (EMI).
- 1999 – Strauss: Don Juan; Tod und Verklärung; Respighi: Pini di Roma (Rehearsals). (DG).
- 1999 – Chaikovski: Sinfonía n.º 2; Brahms: Sinfonía n.º 4 (Arkadia).
- 2000 – Brahms: Sinfonía n.º 2; Mozart: Sinfonía n.º 25 (Urania).
- 2000 – Bruckner: Sinfonías n.º 3–5 (Box Set). (DG).
- 2000 – Bruckner: Sinfonía n.º 3 (DG).
- 2000 – Bruckner: Sinfonía n.º 4 (DG).
- 2000 – Bruckner: Sinfonía n.º 5 (Rehearsal). (DG).
- 2000 – Bruckner: Sinfonía n.º 5; Mozart: Sinfonía n.º 35 (DG).
- 2000 – Franck: Sinfonía en re mayor; Hindemith: Mathis der Mahler (DG).
- 2000 – Strauss, R.: Till Eulenspiegel; Don Juan; Shostakóvich: Sinfonía n.º 9 (DG).
- 2000 – Schubert: Sinfonía n.º 8 "Inacabada"; Chaikovski: Suite El cascanueces (Aura Classics).
- 2000 – Sibelius: Sinfonías n.º 2 & n.º 5 (DG).
- 2001 – Sergiu Celibidache (Classica d'Oro).
- 2001 – Sergiu Celibidache et la Philharmonie de Berlin (Tahra).
- 2001 – Shostakóvich: Sinfonía n.º 7 "Leningrado" (Classica d'Oro).
- 2002 – Prokófiev: Sinfonías n.º 1 & n.º 5; Concerto para violín n.º 1 (Classica d'Oro).
- 2003 – Mendelssohn: Sinfonía n.º 4 "Italiana"; Bizet: Sinfonía en do mayor (Archipel).
- 2004 – Bach: Misa en si menor (EMI Classics).
- 2004 – Bruckner: Sinfonías n.º 3–5, 7–9 [Box Set] (DG).
- 2004 – Celibidache Conducts Milhaud & Rousel (EMI).
- 2004 – Celibidache Plays Mozart's Requiem (EMI Classics).
- 2004 – Fauré: Requiem; Stravinsky: Sinfonía de los Salmos [Live] (EMI).
- 2004 – Overtures by Berlioz; Mendelssohn; Schubert; Smetana & Strauss (EMI).
- 2004 – Prokófiev: Sinfonías n.º 1 & n.º 5 (EMI).
- 2004 – Rimski-Kórsakov: Scheherezade (EMI).
- 2004 – Shostakóvich: Sinfonía n.º 7 "Leningrado" (Pickwick).
- 2006 – Celibidache: Der Taschengarten (Universal Classics & Jazz).
- 2006 – Celibidache: The Complete EMI Edition [Limited Edition] [Box Set] (EMI Classics).
- 2006 – Celibidache: Lesen & Hören [CD+Book].
- 2007 – Beethoven: Sinfonía n.º 3 "Eroica"; Obertura Leonore III (Archipel).
- 2007 – Bruckner: Sinfonía n.º 5.
- 2007 – Schumann: Sinfonía n.º 4; Mussorgsky: Cuadros de una exposición.
- 2008 – Celibedache Conducts Kölner Rundfunk-Sinfonie-Orchester (Orfeo).
- n.d. – Prokófiev: Romeo y Julieta (Extractos) (DG).